# Бебинген (Палатинат)
Бебинген (њем. Böbingen) општина је у њемачкој савезној држави Рајна-Палатинат. Једно је од 74 општинска средишта округа Зидлихе Вајнштрасе. Према процјени из 2010. у општини је живјело 690 становника. Посједује регионалну шифру (AGS) 7337011.

## Географски и демографски подаци
Бебинген се налази у савезној држави Рајна-Палатинат у округу Зидлихе Вајнштрасе. Општина се налази на надморској висини од 120 метара. Површина општине износи 6,9 km².

## Становништво
У самом мјесту је, према процјени из 2010. године, живјело 690 становника. Просјечна густина становништва износи 100 становника/km².